# Велден, Марлен ван дер
Марлене Кателине (Марлен) ван дер Велден (нидерл. Marlene Catelyne (Marleen) van der Velden; род. 12 июля 1970, Ликаси, Катанга) — нидерландская гребчиха. Участница летних Олимпийских игр 1996 года.

## Биография
Марлен ван дер Велден родилась 12 июля 1970 года в городе Ликаси в ДР Конго.
По образованию специалист в области экономики бизнеса.
Выступала в соревнованиях по академической гребле за амстердамский студенческий клуб «Нереус».
Дважды участвовала в чемпионатах мира. В 1994 году в Индианаполисе в соревнованиях двоек без рулевого вместе с Карине Зёйдгест заняла 7-е место с результатом 7 минут 16,710 секунды. В 1995 году в Тампере в соревнованиях четвёрок без рулевого заняла 6-е место (7.38,470).
В 1996 году вошла в состав сборной Нидерландов на летних Олимпийских играх в Атланте. В соревнованиях восьмёрок команда Нидерландов, за которую также выступали Фемке Булен, Астрид ван Курт, Марике Верстерхоф, Рита де Йонг, Тесса Кнавен, Тесса Аппелдорн, Муриел ван Схилфгарде и Йисси Волф, в полуфинале заняла 3-е место с результатом 6.32,71, уступив попавшей в финал с 1-го места сборной Белоруссии. В заезде надежды нидерландки заняли 3-е место (6.08,85) и попали в основной финал, где финишировали на 6-й позиции (6.31,11), уступив 11,38 секунды завоевавшей золото команде Румынии.